# 生態效率
生态效率即能量从一个营养级转移到另一个营养级的效率 。 效率取决于生态系统中生物资源的获取和吸收效率。 

## 能量转移

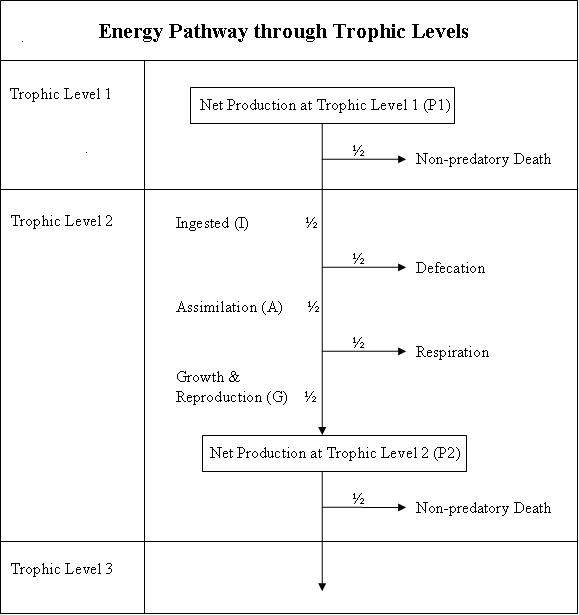
营养级之间的能量传递

初级生产发生在生态系统的自养生物中，例如维管植物和藻类之类的自养生物将来自太阳的能量在绿色植物的叶绿素中转化为以碳化合物形式存储的能量，也就是光合作用。  由光合作用转化的能量會進入生态系统的营养级传递之内，並讓較低營養級的成員吸收，從而逐步上移。   